# Шомин, Игорь Николаевич
И́горь Никола́евич Шо́мин (1941—2012) — ведущий специалист в области корпусных конструкций.
Лауреат премии Правительства Российской Федерации в области науки и техники
Заслуженный конструктор Российской Федерации.
Окончил Горьковский политехнический институт (1963 г.) по специальности «Судостроение и ремонт». Работал в ЦКБ «Лазурит».
Награждён медалью «300 лет Российскому флоту».